# Bromuro de plata
El bromuro de plata es un compuesto químico, cuya fórmula es AgBr, ampliamente utilizado en el campo de la fotografía debido a su sensibilidad a la luz.

## Empleo
El bromuro de plata se utiliza en la emulsión del papel fotográfico. Las sales se depositan en suspensión en una capa de gelatina. Cuando la luz incide sobre el compuesto, la plata y el bromuro se ionizan, lo cual genera una imagen latente en las partes del negativo que contienen el bromuro de plata ionizado por la luz. Mediante el proceso de revelado, el agente revelador, que puede estar compuesto por metol (genol) e hidroquinona, cede electrones al bromuro de plata ionizado, estabilizando los dos elementos del compuesto y por ende separándolos.

## Obtención
Aunque también puede encontrarse en forma mineral, el bromuro de plata suele prepararse con la reacción de nitrato de plata (AgNO3) y bromuro de potasio (KBr).
{\displaystyle \mathrm {AgNO_{3}+KBr\longrightarrow AgBr\downarrow +\ KNO_{3}} }

## Propiedades
El bromuro de plata no es casi soluble en agua, pero más fácilmente en disoluciones de amoníaco o tiosulfato.

## Reactividad química
El bromuro de plata reacciona fácilmente con amoníaco líquido para generar una variedad de aminocomplejos:
AgBr + nNH3 → Ag(NH3)21+
{AgBr(NH3)2}
 {AgBr2(NH3)2}1−
 {AgBr(NH3)}
 {AgBr2(NH3)}1−
El bromuro de plata reacciona con trifenilfosfina para dar un producto tris(trifenilfosfina):